# Великий Житин
Вели́кий Житин — село Рівненського району Рівненської області. Село Великий Житин є одним з найбільших сіл Рівненського району. Площа села 184 га. Населення села 1232 особи.

## Походження назви
Село Житин названо за іменем жит (жити, жить), яке могло розвинутись з давньоруських наймень типу Житомер, Житогой, де компонент жит пов'язаний з словом життя, буття.

## Розташування
Село розташоване у східній частині Рівненського району. Від с. Великий Житин до м. Рівне 9 км. Недалеко знаходяться місто Здолбунів (20 км). Основні вантажопасажирські перевезення здійснюються через залізничну станцію Рівне, відстань до якої 10 км. До міжнародної автомагістралі E40 (М06) (Краків — Перемишль — Львів — Рівне — Житомир — Київ — Полтава — Харків — Луганськ) — 7 км, а до регіональної автомобільної дороги Н25 (Городище — Сарни — Рівне — Старокостянтинів) — 2 км.

## Історія

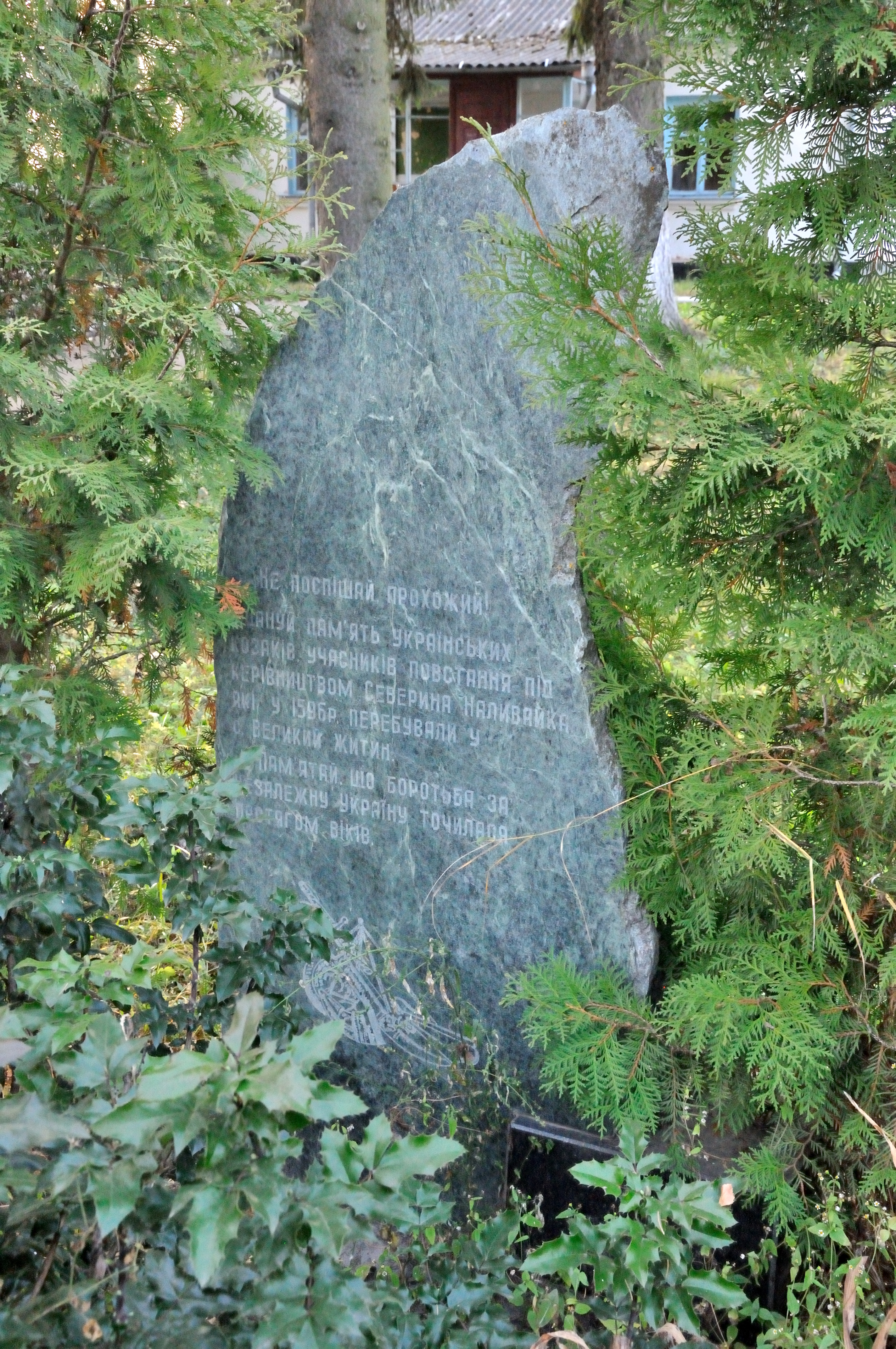
Пам'ятник Северину Наливайку

Село згадане в акті від 4 травня 1518 року короля Польщі Сігізмунда І Старого, яким він підтвердив права на володіння маєтками князя Костянтина Івановича Острозького, успадковані від бабці його дружини — Марії Рівненської-Несвіцької — та її чоловіка князя Семена Несвіцького. 1767 року в селі було збудовано парафіяльну церкву святого Архистратига Михаїла. З 1853 року працювала церковно — приходська школа. 1921–1939 роках село входило до складу Республіки Польща. У 1880 році в селі діяли — цукрівня, винокурня, фільоварок, земельне товариство.
В архівних документах збереглися згадки про активну участь мешканців Великого Житина в діяльності Рівненської окружної організації «Просвіта». Провід організації в квітні 1942 року констатував, що «в наших „Просвітах“ уже закипіло життя», маючи на увазі активну працю сільських філій, зокрема в Городку, Шубкові, Обарові і Великому Житині, при яких існували аматорські хори та драмгуртки.
Також збереглися архівні документи, які свідчать про активну участь мешканців села у збиранні посилок для радянських військовополонених, які знаходилися у нацистських таборах, зокрема у Шубківському концтаборі. Ця велика гуманітарна акція дозволила вижити багатьом бранцям різних національностей. А під час Різдвяної Коляди у 1943 р. для Українського Червоного Хреста жителі сіл Великий Житин і Городище зібрали 2047 крб.
10 січня 1946 року солдат 10-ї мото-механізованої дивізії під командуванням генерал-майора Дмитра Павлова було «обстріляно невідомими бандитами». У відповідь на це радянські «визволителі» частини влаштували над мешканцями села Великий Житин розправу. Так уночі було повністю спалено 23 селянських господарств разом з майном. У вогні згоріли кілька місцевих мешканців, велика кількість хліба та худоби. Радянські солдати генерал-майора Дмитра Павлова під час пожежі грабували майно населення, ґвалтували жінок, били та вбивали місцевих селян.

## Населення
Згідно з переписом УРСР 1989 року чисельність наявного населення села становила 1222 особи, з яких 590 чоловіків та 632 жінки.
За переписом населення України 2001 року в селі мешкали 1232 особи.

### Мова
Розподіл населення за рідною мовою за даними перепису 2001 року:
| Мова       | Відсоток |
| ---------- | -------- |
| українська | 99,19 %  |
| російська  | 0,49 %   |
| білоруська | 0,08 %   |
| польська   | 0,08 %   |

## Інфраструктура
У селі діють:
1. «Великожитинська загальноосвітня школа І-ІІІ ступенів»[5].
2. Великожитинський ДНЗ «Колосок» — дитячий садок на 3 групи. Станом на 01.01.2015 року рівень готовності ДНЗ «Колосок» — 70 відсотків. Дитячий садочок був збудований і введений у експлуатацію в 1989 році. Однак в зв'язку із закриттям у 1996 році приміщення дитячого садка до 2011 року стало найбільше занедбаною установою сільської ради. Даний навчальний заклад є єдиною дошкільною установою на території сільської ради. Потреба у ДНЗ громади досить значна, оскільки кількість дітей віком від 1,5 до 3-х років на території сільської ради складає 187 осіб[6].
3. «Публічно-Шкільна Бібліотека», котра була створена у 1948 році[7].
4. Михайлівська церква с. Великий Житин — храм збудовано у 1776 році. Дана споруда є пам'яткою архітектури місцевого значення. Дерев'яний храм вражає своєю красою та величчю[8].
5. Будинок культури с. Великий Житин.

## Символіка
Затверджена 12 лютого 2016 р. рішенням № 82 VII сесії сільської ради. Автори — Ю. П. Терлецький, Л. Г. Хома, І. М. Самков, В. П. Мельничук.

### Герб
На лазуровому полі золотий сніп з перевеслом, справа — срібний пернач із золотим яблуком в правий перев'яз, зліва — срібна шабля з золотим руків'ям в лівий перев'яз. Щит вписаний в золотий декоративний картуш і увінчаний золотою сільською короною.

### Прапор
Квадратне полотнище розділене вертикально на дві частини у співвідношенні 1:4. На червоній древковій частині білий уширений хрест. На вільній синій частині жовтий сніп з перевеслом, справа — білий пернач із жовтим яблуком до верхнього древкового кута, зліва — біла шабля з жовтим руків'ям до верхнього вільного кута.

## Відомі уродженці
- Кравчук Леонід Макарович (1934-2022) — перший Президент України (1991—1994), Герой України.
- Мельничук Сергій Кирилович (1937—2002) — український письменник.
- Карпюк Микола Андронович (нар. 21 травня 1964) — голова націоналістичної партії УНА-УНСО у 2001—2005. Заступник засновника УНА-УНСО Юрія Шухевича. Політичний в'язень у Росії.
- Карпюк Феодосій Іванович (17.10.1920  — 23.04.1999)  — відроджувач історії та традицій Рівненської української гімназії, її учень 1934-39 років. З 1944 до 1960 на засланні (ГУЛАГ, Воркута).

### Борці за Незалежну Україну
- Антонюк Анна Марківна (нар. 1923) — українська підпільниця. Заарештована 25 січня 1947 року. Засуджена 17 липня 1947 року на 10 років ВТТ та 5 років позбавлення прав. Звільнена 1 липня 1956 року. Реабілітована 26 лютого 1992 року.
- Антонюк Олексій Кирилович (нар. 1927) — український підпільник. Заарештований 10 серпня 1948 року. Засуджений 12 жовтня 1948 року на 25 років ВТТ та 5 років позбавлення прав з конфіскацією майна. Звільнений 30 червня 1956 року. Реабілітований 30 жовтня 1992 року.
- Бугайчук Анатолій Романович (нар. 1923) — український підпільник. Заарештований 24 червня 1950 року. Засуджений 6 вересня 1950 року на 25 років ВТТ та 5 років позбавлення прав з конфіскацією майна. Звільний 3 червня 1956 року. Реабілітований 17 лютого 1993 року.
- Бугайчук Марія Дмитрівна (нар. 1927) — українська підпільниця. Заарештована 6 серпня 1950 року. Засуджена 6 вересня 1950 року на 25 років ВТТ та 5 років позбавлення прав з конфіскацією майна. Звільнена 15 травня 1956 року. Реабілітована 16 лютого 1993 року.
- Гаврисюк Василь Миколайович (нар. 1924) — український військовик, вояк УПА. Заарештований 27 квітня 1945 року. Засуджений 19 липня 1945 року на 20 років каторжних робіт та 5 років позбавлення прав з конфіскацією майна. Звільнений 21 липня 1956 року. Реабілітований 21 квітня 1993 року.
- Герасимчук Микола Панасович (нар. 1923 — пом. 21 липня 1948) — український військовик, вояк УПА. Заарештований 27 серпня 1944 року. Засуджений 7 березня 1945 року до ВМП – розстрілу з конфіскацією майна. Ухвалою ВК ВС СРСР від 7 квітня 1945 року ВМП замінено на 20 років каторжних робіт та 5 років позбавлення прав. Помер 21 липня 1948 року. Реабілітований 5 квітня 1993 року.
- Кравчук Микита Кирилович (нар. 1925 — пом.) — український військовик, вояк УПА. Загинув в боях за Незалежну Україну.
- Мамчур Марія Филимонівна (нар. 1925) — українська підпільниця. Заарештована 4 січня 1947 року. Засуджена 26 квітня 1947 року на 10 років ВТТ та 5 років позбавлення прав з конфіскацією майна. Звільнена 3 серпня 1955 року. Реабілітована 9 листопада 1992 року.
- Мельничук Сергій Борисович (псевдо: «Меткий»; нар. 1925) — український військовик, вояк сотні «Бурі» УПА. Заарештований 27 серпня 1944 року. Засуджений 16 березня 1945 року на 20 років каторжних робіт та 5 років позбавлення прав з конфіскацією майна. Звільнений 15 травня 1955 року. Реабілітований 24 квітня 1992 року.
- Мельничук Омелян Калістратович (нар. 1925) — український військовик, вояк УПА, перебував на нелегальному становищі. Заарештований 16 червня 1945 року. Засуджений 16 серпня 1945 року на 15 років каторжних робіт та 5 років позбавлення прав. Звільнений 11 жовтня 1955 року. Реабілітований 8 лютого 1993 року.
- Ніколайчук Герасим Олексійович (нар. 1929 — пом. 6 січня 1953) — український підпільник, член ОУН. Заарештований 22 березня 1950 року. Засуджений 29 травня 1950 року на 25 років ВТТ та 5 років позбавлення прав з конфіскацією майна. Помер 6 січня 1953 року у ВТТ. Реабілітований 14 травня 1993 року.
- Одолінський Григорій Кирилович (нар. 1921) — український підпільник. Заарештований 15 березня 1945 року. Засуджений 7 липня 1945 року на 15 років каторжних робіт та 5 років позбавлення прав з конфіскацією майна. Звільнений 6 квітня 1956 року. Реабілітований 30 червня 1992 року.

### ВетераниДругої Світової війни
- Пасічник Володимир Михайлович (нар. 7 жовтня 1927). Призваний на фронт у 1941 році. Воював на Далекому Сході, воєнна частина 12801; 226 окрема ЛГТ бригада 152. Брав участь у захоплені міста Мукден. Був нагороджений ювілейними медалями.[9]
- Пасічник Миколай Трофимович (нар. 20 травня 1920). Призваний на фронт у 1941 році. В роки війни воював на ІІІ Білоруському фронті. Брав участь у боях за Литву. Перше захоплене місто — Грун–Вальгітейн пізніше захопили місто Кеніґсберґ. Був нагороджений медаллю «За взяття Кеніґсберґа», «орденом Леніна», медаллю «За перемогу», «Ювілейна».[10]